# SHERPA/RoMEO
SHERPA/RoMEO és un servei gratuït, actualment subministrat pel Centre for Research Communications (CRC) de la Universitat de Nottingham, que proporciona una base de dades amb les polítiques editorials respecte a l'auto-arxiu d'articles de revistes revisats per experts (peer-reviewed) a la web i en repositoris d'accés obert.

## Característiques i funcionament
Es tracta d'un servei dirigit per SHERPA que mostra les polítiques de drets d'autor i accés obert per a l'autoarxiu de revistes acadèmiques. El seu ús és molt senzill i constitueix la millor forma de conèixer la política d'una determinada revista pel que fa a l'accés obert. Només cal introduir el nom de la revista per conèixer quin tipus d'autoarxiu permet, els temps d'embargament, etc. S'assenyala la possibilitat d'arxiu del pre-print o post-print, amb les limitacions (per exemple, amb un temps d'embargament) i les condicions generals.
La base de dades utilitza un esquema de codi de colors per classificar els editors d'acord amb la seva política d'autoarxiu. Les editorials científiques es divideixen en quatre grups depenent la política que segueixen. Així, s'estableixen quatre colors: verd, blau, groc i blanc; on cada color defineix una política d'autoarxiu:
- Color verd: Permet l'arxiu del pre-print, el post-print i la versió final de l'editor (PDF)
- Color blau: Permet l'arxiu del post-print (la versió final posterior a la revisió dels experts) i la versió de l'editor (PDF)
- Color groc: Permet l'arxiu del pre-print (la versió prèvia a la revisió per experts)
- Color blanc: No es permet l'arxiu

Gràcies a aquest senzill sistema, es pot mostrar als autors si la revista permet l'arxiu del pre-print, el post-print o la versió final editorial segons els seus acords de transferència de drets d'autor.
El projecte SHERPA/RoMEO indexa la política d'accés obert de les editorials més prestigioses a escala internacional. El seu homòleg pel que fa a les revistes espanyoles és el portal Dulcinea, el qual segueix els mateixos criteris que SHERPA/RoMEO per a identificar les polítiques editorials.